# Каспар Шпорк
Каспар Антуан Шпорк (нід. Caspar Antoine Sporck; 10 серпня 1922, Герлен — 8 квітня 1945, Байройт) — нідерландський доброволець військ СС, унтершарфюрер СС. Кавалер Лицарського хреста Залізного хреста.

## Біографія
Каспар вступив у війська СС у квітні 1941 року. Учасник операції «Барбаросса».
У квітні 1942 року в районі Великого Новгорода вперше був поранений і евакуйований в польовий шпиталь, де залишався до липня 1942 року. Потім був відправлений на відновлення в Бюссюм, де пробув до жовтня 1942 року.
Відзначився у боях на Нарві. Вранці 26 січня 1944 року радянські танки прорвалися в районі міста Губаніци. Каспар Шпорк направив свою самохідку в гущу радянських танків, знищивши в результаті 11 танків. Пізніше, поки основні німецькі сили відступали з Нарвського плацдарму 31 січня 1944 року, Шпорк сам попрямував на схід від головної лінії фронту, прикриваючи відхід відсталих з'єднань. Уже в сутінках, коли лінія фронту була прорвана, самохідна гармата Шпорка була останньою, яка відступила з прорваної лінії фронту, забезпечивши відступ німецьких військ.
Помер у госпіталі після тяжких поранень, яких зазнав під Штеттіном. Похований 14 квітня 1945 року в Санкт-Георгені, недалеко від Байройта.

## Нагороди
- Знак «Вольфзангель»
- Нагрудний знак «За поранення» в чорному (1942)
- Медаль «За зимову кампанію на Сході 1941/42» (1942)
- Залізний хрест
  - 2-го класу (30 січня 1944)
  - 1-го класу (7 лютого 1944)
- Нагрудний знак «За танкову атаку» в бронзі (20 квітня 1944)
- Лицарський хрест Залізного хреста (23 жовтня 1944) — як командир гармати 5-ї (важкої) роти 11-го добровольчого танково-гренадерського полку СС 11-ї добровольчої танкового-гренадерської дивізії СС; представлений Рудольфом Заальбахом за заслуги у боях на Нарві.